# Warfarin
A warfarin vagy  egy antikoaguláns (véralvadásgátló) gyógyszer nemzetközi szabadneve. A gyógyszert orálisan alkalmazzák trombózis és embólia megelőzésére. Hatását gyakori vérvizsgálattal monitorozni kell. Gátolja az alvadási faktorok K-vitamin függő szintézisét. Királis molekula, izomerjei közül az S-warfarin közelítőleg ötször aktívabb, mint az R-warfarin.
A warfarint eredetileg patkányméregként használták, és még ma is használják erre a célra, bár vannak már warfarin-rezisztens patkányok is.

## Gyógyszerhatása
Normális esetben a K-vitamin epoxiddá alakul a májban.
Ezt az epoxidot később az epoxid reduktáz enzim redukálja.
A K-vitamin epoxid redukált formája szükséges több véralvadási faktor szintéziséhez
(trombin, VII-es faktor, IX-es faktor és X-es faktor, protein C és protein S). 
A warfarin gátolja az epoxid reduktáz enzimet a májban, ezáltal akadályozza azoknak a fehérjéknek a képzését, amelyekhez K-vitamin szükséges, így megakadályozza a koagulációt.
A hatékonyság a warfarin azon képességén alapszik, mely gátolja a K-vitamin redukcióját és részvételét a II, VII, IX és X alvadási faktorok szintézisében. Terápiás dózisban a warfarin 30-50%-ban gátolja az alvadási faktorok szintézisét és csökkenti biológiai aktivitásukat is. 
A véralvadási faktorok közül a II-es (protrombin), VII-es, IX-es és X-es faktorok, valamint a C, S és Z proteinek képződését gátolja.
Az antikoaguláns hatás általában a gyógyszer bevételét követő 24 órán belül jelentkezik, de a maximuma csak 72-96 óra múlva áll be. Az egyszeri dózis alvadásgátló hatása 2-5 nap alatt érhető el, mely idő alatt a már a keringésben levő alvadási faktorok kiválasztódnak.

## Sztereokémia
A warfarin egy sztereocentrumot tartalmaz, és két enantiomerből áll. Ez egy racemát, vagyis az (R) és az (S) forma 1:1 arányú keveréke:
| A warfarin enantiomerjei | A warfarin enantiomerjei |
| ------------------------ | ------------------------ |
| CAS-szám: 5543-58-8      | CAS-szám: 5543-57-7      |

## Készítmények
- Coumadin (Bristol-Myers)
- Marevan
- Marfarin (Merck)